# نودندان
نودندان (نام علمی: Neosodon) نام یک سرده از راسته خزنده‌کفلان است.